# Mr. Garrison's Fancy New Vagina
«Mr. Garrison's Fancy New Vagina» (en español: «La nueva vagina del Señor Garrison») es el primer episodio de la novena temporada de la serie de televisión animada estadounidense South Park. Se emitió por primera vez en Comedy Central en los Estados Unidos el 9 de marzo de 2005. En el episodio, el Sr Garrison se somete a un cambio de sexo después de sentir que es una «mujer atrapada en el cuerpo de un hombre». La operación de Garrison inspira a Kyle y a su padre Gerald a someterse a una cirugía estética ellos mismos.
Escrito y dirigido por el cocreador de la serie Trey Parker, el episodio está calificado como TV-MA en los Estados Unidos.

## Argumento
Al verse a sí mismo como una «mujer atrapada en el cuerpo de un hombre», el Sr Garrison decide someterse a un cambio de sexo, realizado por el Dr. Biber del Centro Médico de Trinidad (y se muestra un videoclip que muestra una operación de cambio de sexo real). Más tarde se presenta como «Srta. Garrison» en un supermercado. Mientras tanto, Kyle está probando para el equipo de baloncesto de todo el estado. Sin embargo, su desempeño contra sus competidores afroamericanos no es impresionante (desde el punto de vista físico, considerando que es demasiado pequeño en comparación con sus competidores más altos), y el entrenador y Cartman le dicen que «los judíos no pueden jugar al baloncesto». Esto deprime a Kyle, y cuando él, Stan, Cartman y Kenny caminan a casa, el Sr. Garrison les cuenta a los niños sobre su cirugía.
En la cena, Kyle le pregunta a sus padres qué es un cambio de sexo, y mientras explica el término, su madre Sheila insiste en que la cirugía estética es una ayuda importante y legítima para las personas cuyo aspecto físico contrasta con su propia imagen. Sin embargo, al aplaudir el coraje de la Srta. Garrison, sin darse cuenta, implica que los propios problemas de Kyle se pueden resolver de manera similar. Stan acompaña a Kyle a Trinidad para ver cómo está la situación, y el Dr. Biber sugiere que Kyle se someta a una «negroplastia» para convertirlo en afroamericano, lo que indigna a sus padres cuando Kyle explica su difícil situación. Su padre, Gerald, viaja al Instituto para enfrentarse al Dr. Biber, quien ve la camisa de delfín de Gerald, apela a su afinidad por los delfines y lo convence de someterse a una «delfinoplastia», alterando quirúrgicamente su apariencia para parecerse a la de un delfín. En su casa, el Sr. Garrison le pide al Sr. Esclavo que lo lleve a la cama, pero él, molesto porque nunca le preguntaron sus sentimientos con respecto a la operación, se niega y rompe con Garrison.
Como ahora ha sido persuadido para respaldar la cirugía estética, Gerald Broflovski permite que Kyle se someta a la negroplastia. Mientras tanto, el Sr. Garrison, desconcertado por no haber tenido su período, cree que está embarazada y alegremente decide abortar, pero el abortista dice que debido a la falta de ovarios y útero, no puede hacer nada de lo anterior (luego se revela que la razón principal para someterse a una cirugía de reasignación de sexo fue quedar embarazada y abortar el feto resultante). Exige al Dr. Biber que vuelva a cambiar su sexo, pero se entera de que la operación es irreversible, ya que sus testículos han sido trasplantados a las rodillas de Kyle para hacerlo más alto, y su escroto ha sido transformado en la aleta dorsal del Sr. Broflovski.
Durante el juego de baloncesto estatal, el Sr. Garrison, el Dr. Biber, el Sr. Broflovski y los otros tres niños intentan evitar que Kyle juegue baloncesto, ya que cualquier salto podría hacer que los testículos del Sr. Garrison exploten. En el clímax dramático, Kyle salta para hacer una volcada y cuando aterriza, sus nuevas «rótulas» explotan, cubriendo a todos con sangre y semen. El Dr. Biber luego se disculpa con Kyle y Gerald, diciendo que debería haberles dicho que sus cirugías eran solo cosméticas; luego se ofrece a revertir las cirugías por una tarifa nominal, que aceptan, ya que se muestra que volvieron a la normalidad en episodios posteriores. Por el contrario, la Srta. Garrison, habiendo perdido sus testículos, decide aceptar su nuevo género, mientras rompe la cuarta pared ante la audiencia diciendo que se queda como mujer.

## Producción
Según el comentario de DVD de «Mr. Garrison's Fancy New Vagina», Trey Parker y Matt Stone entraron en la temporada «básicamente sin ideas». El episodio, junto a «Die Hippie, Die» fueron los primeros dos episodios en los que se hizo una lluvia de ideas justo antes del comienzo de la temporada de producción. Parker dijo que originalmente tenían una idea para un episodio sobre hippies y un episodio en el que Garrison se somete a un cambio de sexo pero simplemente «básicamente alado» el resto de los episodios de la temporada.
Parker declaró que varios días antes de la fecha de emisión de este episodio, estaba tan estresado que casi «hace un Dave Chappelle» y se da por vencido. La escena en la que Garrison se somete a su cambio de sexo presentaba originalmente más de cinco minutos de metraje real de cambio de sexo debido a la falta de ideas. Finalmente, el metraje del cambio de sexo se recortó a tres tomas breves de un segundo después de que Comedy Central lo desaprobara y después de que se mencionara la idea de la operación de delfines de Gerald Broflovski. La idea de que Kyle quisiera jugar baloncesto surgió del deseo de Parker de jugar para los Denver Broncos.